# Thumhart
Thumhart ist der Name einer weitverzweigten aus der Oberpfalz stammenden Geigenbauerfamilie.

## Stammtafel
Namentlich genannt sind nur die Instrumentenbauer; angegeben sind die Taufdaten.
1. Wolfgang Dumbhart, 1650 – 12. Januar 1716; 1690 erstmals genannt als „Tagwerker und peregrinus“ in Gärmersdorf bei Amberg, ab 1691 in Stamsried
  1. Johann Martin Thumhart (Stamsried), 12. November 1691 – 13. August 1762
    1. Georg (Cham), 6. April 1715 – 1. März 1765
      1. Johann Sebastian (Cham), 10. August 1751 – 10. April 1808

    2. Georg Anton (Stamsried), 6. März 1717 – 26. März 1797
      1. Stephan I (Straubing), 21. Dezember 1750 – 26. Dezember 1817
        1. Stephan II (München), 17. August 1786 – 20. April 1845
        2. Peter I (München), 3. August 1792 – 4. Februar 1824
          1. Peter II (München), 28. Februar 1818 – 18. November 1840

        3. Alois (Straubing), 25. Mai 1794 – 22. Juli 1829
        4. Elf weitere Kinder

      2. Johann (Ingolstadt), 21. Oktober 1752 – 13. Mai 1810
        1. Joseph (Ingolstadt), 13. Februar 1790 – 13. Januar 1839
          1. Franz Xaver (Ingolstadt, ab 1847 übernimmt er die Werkstatt von Stephan II in München), 2. Dezember 1815 – 18. Mai 1876
            1. Joseph (München), 16. Februar 1841 – 26. Juli 1888
              1. Xaver (München), 3. Juli 1876; bis 1904 in München
              2. Zwei weitere Kinder

            2. Tochter Babette

      3. Johann Georg (Amberg), 3. Mai 1757. 1780 Erwerb des Bürgerrechts in Amberg, † nach 1796 in Amberg. 
        1. Simon (Amberg), 28. August 1788, † nach 1824 ebenda
          1. Stephan (Amberg), 27. Mai 1816 – 1. Juli 1850
          2. Vier weitere Kinder

        2. Elf weitere Kinder

      4. Acht weitere Kinder

    3. Johann, 5. März 1738
    4. Fünf weitere Kinder

  2. Johannes Thumhart, 13. August 1699 – 25. August 1748
  3. Andreas Thumhart, 2. Februar 1703
  4. Fünf weitere Kinder

## Instrumente
- Johann (1752), Ingolstadt

fünf Violinen, Privatbesitz
- Johann Georg (1757). Amberg
  - Violine 1787, Privatbesitz Regensburg
  - Violine ?, Privatbesitz Regensburg
  - Viola 1796, Stadtmuseum Amberg

- Alois Thumhart (1794), Straubing
  - Zwei Violinen (1825, 1828) jeweils Privatbesitz Regensburg
  - Zwei Zithern (um 1825), Gäubodenmuseum Straubing

- Stephan Thumhart (1786), München
  - Viola 1824, Privatbesitz München
  - Fünf Kontrabässe, kleines Modell, alle um 1835
  - Kontrabass, großes Modell, um 1835